# Ты здесь, Бог? Это я, Маргарет (фильм)
«Ты здесь, Бог? Это я, Маргарет» (англ. Are You There God? It's Me, Margaret) — художественный фильм режиссёра Келли Фримон, экранизация одноимённого романа американской писательницы Джуди Блум. Главные роли в нём исполнили Эбби Райдер Фортсон, Рейчел Макадамс, Кэти Бейтс.
Мировая премьера фильма состоялась 23 апреля 2023 года на Международном кинофестивале в Сан-Франциско, а 28 апреля он был выпущен в США компанией Lionsgate.

## Сюжет
Главная героиня книги, одиннадцатилетняя девочка Маргарет, растёт в мультирелигиозной семье (мама-христианка, папа-иудей) и пытается определиться с собственной верой и религией. По ходу сюжета Маргарет то и дело обращается к Богу с молитвами и вопросами, которые всегда начинаются со слов: «Ты здесь, Бог? Это я, Маргарет».

## В ролях
- Эбби Райдер Фортсон — Маргарет Саймон
- Рейчел Макадамс  — Барбара Саймон
- Кэти Бейтс  — Сильвия Саймон
- Бенни Сафди — Херб Саймон
- Эко Келлум[англ.] — мистер Бенедикт

## Производство и премьера
Проект был анонсирован в феврале 2021 года. Эбби Райдер Фортсон получила главную роль, Рейчел Макадамс — роль матери Маргарет. В марте того же года к касту присоединилась Кэти Бейтс, в апреле — Бенни Сафди. Съёмки начались в апреле 2021 года в Северной Каролине. Премьера запланирована на 28 апреля 2023 года.